# 湖南科技大学潇湘学院
27°53′40″N 112°55′25″E / 27.894486°N 112.923553°E
湖南科技大学潇湘学院，位于湖南省湘潭市桃园路石码头附2号，隶属于湖南科技大学的下属学校。

## 学校院系
湖南科技大学潇湘学院拥有23个专业。
- 机械设计制造及其自动化
- 电子信息工程
- 电气工程及其自动化
- 通信工程
- 英语
- 对外汉语
- 计算机科学与技术
- 网络工程
- 汉语言文学
- 新闻学
- 国际经济与贸易
- 会计学
- 财务管理
- 工商管理
- 法学
- 土木工程
- 建筑学
- 旅游管理
- 人力资源管理
- 体育教育
- 社会体育
- 艺术设计
- 美术学

## 院训
至善、至诚、至厚、至精